# 絕命毒師
《絕命毒師》（英語：Breaking Bad）是一部美國電視連續劇，由文斯·吉利根創作和製作。本劇由美國和加拿大地區的有線電視頻道原創和播映。最初首播於2008年1月20日，檔期處於夏季劇時段，至2013年9月29日播出大結局（第五季第16集），共播出五季62集。第五季，亦是本劇的最後一季，共16集，於2012年前半年開始製作，分二為上下半季播放，下半季首播日期為2013年8月11日。
《絕命毒師》的主要拍攝點為美國新墨西哥州阿布奎基，講述高中化學教師華特·懷特的犯罪故事。他患上了末期肺癌，龐大的醫療費用及家中高額貸款，加上事業不如意，在化學的天份才能無法發揮之下而人生陷入低谷，絕望的他協同以前教過的學生傑西·平克曼製作及販賣冰毒，希望赚来的钱能在他死後解決家中的財務危機。原劇名「Breaking Bad」此術語源自美國南方的口語，它的意思是：一個人不再恪守原本中規中矩的信條，轉而突破底限去做一些壞事。
《絕命毒師》被廣泛認為是有史以來最偉大的電視劇之一，该剧獲得了262個獎項的提名，並贏得了110個獎項，包括16次黄金時段艾美獎、8次衛星獎、2次金球獎、2次皮博迪獎、2次評論家選擇電影獎和4次電視評論家協會獎。其中主演布萊恩·克蘭斯頓（飾演男主角華特·懷特）蟬聯4次黃金時段艾美獎最佳男主角獎，亞倫·保爾（飾演男配角傑西·平克曼）蟬聯3次黃金時段艾美獎最佳男配角獎，安娜·冈恩（飾演女配角史凱勒·懷特）蟬聯2次黃金時段艾美獎最佳女配角獎。 2013年9月，在历经两度提名却铩羽而归后，《絕命毒師》終於贏得第65屆黃金時段艾美獎最佳剧集獎項，同年以「有史以來評分最高的節目」榮譽列入《金氏世界紀錄大全》。本劇的衍生劇《絕命律師》和後傳電影《續命之徒：絕命毒師電影》分別在2015和2019年釋出。

## 劇情
| 季數 | 集数 | 集数 | 首播日期       | 首播日期       | 首播日期 |
| 季數 | 集数 | 集数 | 首映           | 季终           | 电视网   |
| ---- | ---- | ---- | -------------- | -------------- | -------- |
| 1    | 7    | 7    | 2008年1月20日  | 2008年3月9日   | AMC      |
| 2    | 13   | 13   | 2009年3月8日   | 2009年5月31日  | AMC      |
| 3    | 13   | 13   | 2010年3月21日  | 2010年6月13日  | AMC      |
| 4    | 13   | 13   | 2011年7月17日  | 2011年10月9日  | AMC      |
| 5    | 16   | 8    | 2012年7月15日  | 2012年9月2日   | AMC      |
| 5    | 16   | 8    | 2013年8月11日  | 2013年9月29日  | AMC      |
| 電影 | 電影 | 電影 | 2019年10月11日 | 2019年10月11日 | 網飛     |

### 第一季（2008）
一個生活開支陷入困境的高中化學老師華特·懷特，被診斷出罹患肺癌末期。某次與隸屬DEA的探員，亦為其襟弟的漢克·史瑞德前往突襲當地毒窩時，卻意外碰上自己以前的問題學生傑西·平克曼，其正在逃離冰毒製作現場。而後，他與以販毒維生的傑西接洽並合謀，打算嘗試以自身的化學知識與技能製造出「冰毒」，再交由傑西向各處人馬兜售。沃特內心期望能以販毒所獲之巨大利益，提供懷孕的妻子史凱勒·懷特和雙腿殘疾、還患有腦性麻痺的兒子小沃特·懷特穩定的收入來源，另外當然包括他自己的巨額醫療費。當兩人聯手向阿布奎基的當地毒梟合作，遇上一連串的麻煩。儘管經歷許多挫折，毫無退路的沃特仍執意繼續製作更多的「冰毒」，並以「海森堡」假名準備在毒品圈大幹一場。

### 第二季（2009）
首次經歷生死交關之毒品交易後，沃特與傑西搭檔兩人雙雙看清犯罪世界中的血腥與險惡，沃特不僅陷入家庭、經濟、包括身體的危機，而也要想辦法另找賣家來銷售毒品。期間，沃特與傑西認識一群意想不到的賣家與盟友，為了追求巨大利益，之後開始一步一步地走向高端的毒品天堂。但一物降一物，他們倆的作為反而在親朋好友之間，產生一些巨大的分歧，始終被病魔纏身的沃特，只能選擇走一步算一步。雖然短時間内收获颇丰，但接踵而至的意外让他們倆明白犯罪道路并非長遠之舉。

### 第三季（2010）
沃特雖然如今擺脫金錢短缺與病魔侵蝕的危機，但當他的愛妻史凱勒發現沃特所隱瞞的犯罪身份和所為後，堅持要和他離婚，使得沃特陷入家庭分裂的危機。沃特為此被趕出家門，由於大受打擊而開始精神憔悴，雖然不斷試圖讓妻子接受自己。但一名高級毒販正巧看上沃特的本領而打算帶他入伍，提出的優渥條件讓沃特開始考慮重回毒網。但不僅如此，江湖恩怨也開始糾纏著沃特，兩個神秘殺手即將找沃特算舊帳之前，漢克由於受到牽連而被他們重傷。面對逐漸失控的一切，沃特也陷入自身難保的危機。

### 第四季（2011）
一場謀殺案導致沃特和葛斯之間的友誼關係徹底決裂，葛斯不僅開始到處監控著沃特，並且企圖控制傑西，希望他能有朝一日頂替沃特的位置，於是開始想盡辦法挑撥沃特和傑西的關係。一絲蛛絲馬跡讓漢克開始暗中調查葛斯的真面目，卻使得沃特的身分幾次差點暴露。沃特陷入分崩離析的狀況下決定帶家人遠走高飛，卻發現自己辛苦存下來的存款全部被妻子基於愧疚以及不在未來被國稅局（Internal Revenue Service；IRS）盯上而用光。然而，狗急也會跳牆，困境中的沃特決定想辦法除掉葛斯，來贏回家人、搭檔、金錢與尊嚴。

### 第五季（2012-2013）
沃特透過一場精心策劃的大爆炸殺死葛斯，除掉長久以來的威脅，順勢將葛斯的毒品帝國連根拔起，拿去自行經營並建造屬於自己的帝國。然而，事業的成功也使得沃特必須一次又一次地剷除障礙，和史凱勒的關係為此再度降至冰點，加上漢克離查出海森堡的身份已經更進一步。百密終有一疏，漢克偶然通過一個微不足道的細節，發現沃特真實身份的確鑿證據，雖然陷入對付家人的困境，最後還是決定要大義滅親、將沃特告到坐牢。與此同時，一個新的犯罪勢力開始蠢蠢欲動，打算全數霸佔沃特的帝國時，也一同牽連至沃特和漢克之間的鬥爭中。沃特在徹底走投無路之下還是決定孤注一擲，透過自己的方式來將恩怨了結，畢竟「任何壞事都必須要有終點」。

## 演員與角色

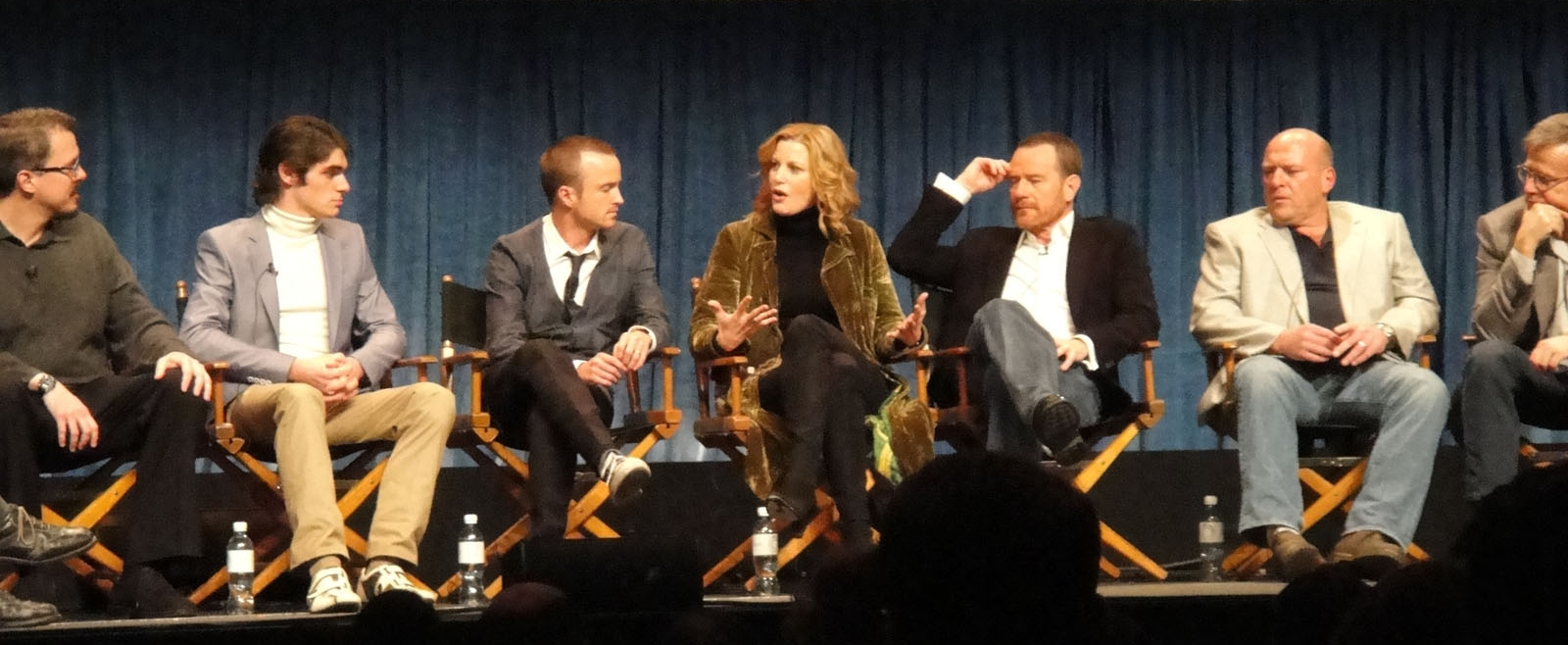
主要角色演員

| 布萊恩·科蘭斯頓 | 華特·懷特          | 主演            | 主演            | 主演            | 主演            | 主演            | 主演            |
| 亞倫·保爾       | 傑西·平克曼        | 主演            | 主演            | 主演            | 主演            | 主演            | 主演            |
| 安娜·冈恩       | 史凱勒·懷特        | 主演            | 主演            | 主演            | 主演            | 主演            | 主演            |
| 迪恩·諾里斯     | 漢克·史瑞德        | 主演            | 主演            | 主演            | 主演            | 主演            | 主演            |
| 貝茜·布蘭特     | 瑪麗·史瑞德        | 主演            | 主演            | 主演            | 主演            | 主演            | 主演            |
| RJ·米特         | 小沃特·懷特        | 主演            | 主演            | 主演            | 主演            | 主演            | 主演            |
| 鮑勃·奧登科克   | 薩爾·古德曼        | Does not appear | 常設            | 主演            | 主演            | 主演            | 主演            |
| 吉安卡洛·伊坡托 | 葛斯塔沃·福林      | Does not appear | 常設            | 主演            | 主演            | Does not appear | Does not appear |
| 強納森·班克斯   | 麥克·艾曼翠岳      | Does not appear | 客串            | 主演            | 主演            | 主演            | Does not appear |
| 蘿拉·佛萊瑟     | 莉蒂亞·羅達特-奎爾 | Does not appear | Does not appear | Does not appear | Does not appear | 常設            | 主演            |
| 傑西·普萊蒙     | 陶德·艾奎斯特      | Does not appear | Does not appear | Does not appear | Does not appear | 常設            | 主演            |

### 主要角色
| 角色               | 演員            | 介紹 | 登場季數 | 登場集數 |
| 華特·懷特          | 布萊恩·科蘭斯頓 | 一位進入中年危機的高中化學老師，有著超凡的化學天份卻一直懷才不遇，還被診斷出患有肺癌末期。凡事將家人看在第一位，因此決定投向犯罪，以趁離世之前賺取更多金錢來支撐家庭，卻從此慢慢走向高端犯罪道路；道上外號為「海森堡」（Heisenberg）。  | 1-5      | 62       |
| 傑西·平克曼        | 亞倫·保爾       | 沃特的製毒拍檔，原來和沃特為師生關係，如今一無是處而淪為癮君子和毒販。由於自有多數門路而被沃特相中，與沃特一起製作高純度的冰毒後負責找買家。為人雖然輕浮、貪生怕死，但容易為他人著想；喜歡用的口頭禪為「呦」（Yo）和「賤貨」（Bitch）。 | 1-5      | 62       |
| 史凱勒·懷特        | 安娜·冈恩       | 沃特珍愛的妻子，在他診斷出肺癌時懷有他們的女兒，對沃特私底下的事情感到極為執著。之後通過蛛絲馬跡發現沃特的犯罪行徑，和他的夫妻關係也因此受到考驗，但她看在家庭份上而選擇視而不見，開始協助他進行洗錢工作。                              | 1-5      | 61       |
| 漢克·史瑞德        | 迪恩·諾里斯     | 沃特的襟弟，美國緝毒局（DEA）的資深探員，個性幽默風趣，對任何人一向笑口常開。直到一次被調到邊境排查時，目睹同僚集體中炸彈陷阱重傷，因此受到極大的精神創傷，而後開始執迷於調查海森堡販毒案件，完全不知道沃特的販毒一事。                 | 1-5      | 53       |
| 瑪麗·史瑞德        | 貝茜·布蘭特     | 漢克的妻子，史凱勒的妹妹，一位容易妒忌、心胸狹隘、到處怨天怨地的竊盜癖，有多次商店盜竊行為，發怒時情緒也不穩定。 | 1-5      | 50       |
| 小沃特·懷特        | RJ·米特         | 沃特和絲凱勒的兒子，又名「佛林」，患有嚴重先天性腦性麻痺，必須靠拐杖行走。演員在現實中也患有相同疾病，不過病況較輕微。 | 1-5      | 53       |
| 薩爾·古德曼        | 鮑勃·奧登科克   | 一位游走黑白兩道的律師，有大名氣、辯護水平一流，對法律知識能倒背如流。身為傑西和沃特的律師，同時人脈也十分廣大，為他們倆介紹過無數商機、客戶和解決方案。                                                                                | 2-5      | 36       |
| 葛斯塔沃·福林      | 吉安卡洛·伊坡托 | 快餐連鎖店【炸雞兄弟】（西班牙語：Los Pollos Hermanos）的老闆，背地裏是個高級毒梟，心思縝密、追求完美，同時也心狠手辣，有十足的商業頭腦。從事毒品生意二十年，在美墨兩國之間有很大的影響力。                                                                | 2-4      | 24       |
| 麥克·艾曼翠岳      | 強納森·班克斯   | 一位私家偵探兼“清潔工”，曾經當過警察，因此精通警察的辦案方式。是葛斯的二把手，有時會幫索爾辦事，專門幫助他清理門戶與“垃圾”，其孫女凱莉是他最心愛的人。                                                                                  | 2-5      | 25       |
| 莉蒂亞·羅達特-奎爾 | 蘿拉·佛萊瑟     | 牧歌電氣集團的高級幹部，原是葛斯的化學物品、器材的供應商，做事一向都十分小心謹慎，交情甚廣的她成為沃特的新經銷商。 | 5        | 9        |
| 陶德·艾奎斯特      | 傑西·普萊蒙     | 滅蟲公司的員工，他非常尊重沃特，從他身上學會制毒本領，幫助沃特與傑西打掩護時，開始慢慢成為沃特的制毒伙伴之一。 | 5        | 11       |

### 常設角色
| 角色                       | 演員                  | 介紹 | 登場季數 |
| 史蒂夫·戈麥斯              | 史蒂芬·麥可·奎查達    | 緝毒局探員，漢克的最佳搭檔兼知己，是他多年來的忠誠好友，不管是對漢克和他的家人們都一向重情重義。                                                                                   | 1-5      |
| 卡門·莫林娜                | 卡門·瑟拉諾           | 沃特的高中副校長，對沃特有過好感，但對他的感情隨著他因為面臨離婚的荒唐行為而終止。                                                                                                 | 1-3、5   |
| 多明戈·莫林納              | 麥斯希姆諾·阿爾奇尼加 | 傑西的合作夥伴之一，外號「瘋狂小八」，和傑西與沃特產生衝突後被他們倆囚禁，最後也成為了沃特所殺的第一個人。                                                                         | 1        |
| 艾利耶·史沃茲              | 亞當·古德里           | 灰質企業的夫妻老總，葛麗琴原來曾經是沃特的化學助手，並且還喜歡過沃特，夫妻倆如今打算為沃特給予幫助卻被他回絕。                                                                     | 1-2、5   |
| 葛麗琴·史沃茲              | 潔西卡·何屈           | 灰質企業的夫妻老總，葛麗琴原來曾經是沃特的化學助手，並且還喜歡過沃特，夫妻倆如今打算為沃特給予幫助卻被他回絕。                                                                     | 1-2、5   |
| 布蘭登·「小獾」·梅赫       | 麥特·瓊斯             | 傑西的合夥人兼死黨之一，雖然身為癮君子，但對傑西和沃特兩人極為忠誠，之後也成為了他們倆的營銷商之一。                                                                               | 1-5      |
| 小瘦子·皮特                | 查爾斯·貝克           | 傑西的死黨，人看似瘦小乾枯，實際上卻神通廣大，在街角各處都有眼線，專門為傑西和沃特盯緊其他同行。                                                                                   | 1-5      |
| 克里斯帝安·「康寶」·奧提加 | 洛尼·拉什             | 傑西的死黨之一，體形肥胖，對傑西重情義，最後在交易時不慎被對方毒販所利用的小孩當街槍殺。                                                                                           | 1-2      |
| 屠庫·薩拉曼卡              | 雷蒙·克魯茲           | 一名墨西哥大毒梟，有嚴重精神不穩定的現象，發怒時情緒會難以控制，見神殺神、見佛殺佛。                                                                                               | 1-2      |
| 赫克特·薩拉曼卡            | 馬克·馬古利斯         | 一名墨西哥販毒集團的前任高級幹部，如今因中風而全身麻痹、坐上輪椅，只能靠手指按鈴來拼字說話。                                                                                       | 2-4      |
| 泰德·班尼克                | 克里斯多佛·卡森斯     | 一位製造商老總，史凱勒的上司，因為出現一些財務問題而和絲凱勒外遇，因此與沃特結下梁子。                                                                                             | 2-5      |
| 珍·馬古利斯                | 克莉絲汀·瑞特         | 傑西的女房東，之後成為他的女友，有很長時間的吸毒史，和傑西的感情遭到父親的阻攔，最後因吸食海洛因而在睡著時嘔吐而遭嗆死。                                                           | 2        |
| 唐納德·馬古利斯            | 約翰·德·蘭西          | 珍的父親，一位負責航空管制的老幹部，因為重視女兒而一直想辦法控制她的毒癮。 | 2-3      |
| 萊昂內·薩拉曼卡            | 丹尼爾·蒙卡達         | 一對來自墨西哥的雙胞胎職業殺手，是屠庫的兩個表兄，也是被赫克特一手帶大。兩兄弟一向話不多、兇神惡煞、殺人不眨眼，對所有冒犯家人的任何人都毫不留情，來到美國去找害死屠庫的沃特復仇。 | 3        |
| 馬可·薩拉曼卡              | 路易斯·蒙卡達         | 一對來自墨西哥的雙胞胎職業殺手，是屠庫的兩個表兄，也是被赫克特一手帶大。兩兄弟一向話不多、兇神惡煞、殺人不眨眼，對所有冒犯家人的任何人都毫不留情，來到美國去找害死屠庫的沃特復仇。 | 3        |
| 安卓莉亞·坎蒂略            | 愛米莉·里約斯         | 傑西的第二任女友，也有吸毒歷史，和傑西在戒毒所裏認識，和他的感情持續了很久，有一個名叫布洛克的兒子。                                                                               | 3-5      |
| 維克多                     | 傑瑞瑪·比蘇           | 葛斯的副手，專門管理洗衣房、毒品生意方面，對葛斯極為忠誠，總是擺出一副拽樣，一直以來看不上沃特和傑西。                                                                             | 3-4      |
| 泰瑞斯·基特                | 雷·坎貝爾             | 葛斯的第二任副手，接替了維克多的工作，忠誠度高，能辦理任何事情。 | 4        |
| 修爾·巴賓納                | 拉沃·克勞福特         | 索爾新雇用的保鏢，身材較胖，但做事十分利索，有時會替沃特進行修復工作。 | 4-5      |
| 派屈克·庫比                | 威廉·弗雷戴历·伯尔    | 索爾的第二助手，擅長欺騙的專業騙子，協助過史凱勒得到洗車房的經營權。 | 4-5      |
| 傑克·威爾克                | 迈克尔·鲍恩           | 一個白人至上幫派的領袖，陶德的叔叔，因為人脈廣大而被沃特雇用，協調人馬在監獄中成功刺殺10个古斯余党。之後開始慢慢和莉蒂亞合作銷售藍色冰毒的生意，乃至一點一點侵吞沃特的犯罪帝國。   | 5        |

## 評價
| |        |        |        |        |        |
| \| \| 第一季 \| 第二季 \| 第三季 \| 第四季 \| 第五季 \| \| 評分 \| 73[12] \| 84[13] \| 89[14] \| 96[15] \| 99[16] \| |        |        |        |        |        |
| | 第一季 | 第二季 | 第三季 | 第四季 | 第五季 |
| 評分 | 73     | 84     | 89     | 96     | 99     |

《絕命毒師》得到了廣泛好評，並被許多评论家稱讚為有史以來最偉大的電視劇之一。其在社交評論網站Panjury上的得分是90分（滿分100分）， 這是非常高的評價。在評論聚合網站Metacritic上，該劇第一季的得分為73分（滿分100分），第二季得分為85分，第三季得分為89分，第四季得分為96分，最終季得分為99分。美國電影學會將其列為2008年、2010年、2011年、2012年和2013年十大電視劇之一。2013年，《電視指南》將其排在世上最優秀電視劇的第九位。在該劇播完後，其成為美國最多人觀看的有線電視節目，其中第五季的收視率是第四季的翻倍。2016年，《滾石》將其排在世上最優秀100部電視劇榜單的第三名。同年，《帝國雜誌》將其列入「有史以來最好的50齣電視節目」中排名第二位 。2019年，英國《衛報》將其列入21世紀最偉大的100部電視劇集名單第五名。
該劇從第一季開始，就收到了正面的評價。《紐約郵報》評論家Linda Stasi稱讚這部電視劇，特別是提到克蘭斯頓和保羅的演出時說道：「克蘭斯頓和保羅演得太好了，讓人驚訝。我會說這兩人之間有很好的默契，但是我不太好意思說這樣廉價的話」。《今日美國》的羅伯特·比安科也稱讚他們說：「劇中有幽默，主要是在沃特努力把學術邏輯強加到企業經營以及他的白痴學徒——保羅扮演得很好。但是即使他們的傾向於懸疑場景，因為二人知道即使在自衛的情況下殺人，這也是醜陋、棘手的工作。」
第二季得到了極大的好評。《娛樂周刊》評論家肯塔克說：「它是中年危機的一個超級新鮮的比喻：它用癌症和違法行為把懷特震離了城郊生活的小確幸，讓他再次體驗人生——抓住機會、冒險，做他自認為不會做的事情。當然，如果沒有艾美獎獲得者克蘭斯頓作為一個演員的狡猾和有趣的無私，這一切都不能成立。對於所有的壓抑和黑暗，這部電視劇有一個令人興奮的狂喜：這是一個感覺糟到極點之後感覺很好的劇集。」《舊金山紀事》的蒂姆·古德曼稱「AMC製作的第二季前三集，繼續此前獲得的成功，並且沒有明顯的失誤。事實上，看起來好像吉利根對破《絕命毒師》的大膽願景——現在已經排除萬難——激勵了整個團隊。現在在每一集中你都可以感受到其成熟度和不斷上升的雄心。」恐怖小說家斯蒂芬·金也稱讚了該劇，並將它與《迷離劫》和《藍絲絨》相比照。

### 收視率
| 季數 | 時間 （東部時區） | 集數 | 首播          | 首播                  | 季終          | 季終                  | 平均觀眾數 （百萬人） |
| 季數 | 時間 （東部時區） | 集數 | 日期          | 首播觀眾數 （百萬人） | 日期          | 季終觀眾數 （百萬人） | 平均觀眾數 （百萬人） |
| ---- | ----------------- | ---- | ------------- | --------------------- | ------------- | --------------------- | --------------------- |
| 1    | 週日晚10:00       | 7    | 2008年1月20日 | 1.41                  | 2008年3月9日  | 1.50                  | 1.23                  |
| 2    | 週日晚10:00       | 13   | 2009年3月8日  | 1.66                  | 2009年5月31日 | 1.50                  | 1.30                  |
| 3    | 週日晚10:00       | 13   | 2010年3月21日 | 1.95                  | 2010年6月13日 | 1.56                  | 1.52                  |
| 4    | 週日晚10:00       | 13   | 2011年7月17日 | 2.58                  | 2011年10月9日 | 1.90                  | 1.90                  |
| 5    | 週日晚10:00       | 8    | 2012年7月15日 | 2.93                  | 2012年9月2日  | 2.78                  | 4.32                  |
| 5    | 週日晚9:00        | 8    | 2013年8月11日 | 5.92                  | 2013年9月29日 | 10.28                 | 4.32                  |

## 所獲獎項及提名
該劇榮獲很多獎項和提名，包括16個黃金時段艾美獎和58個提名。還包括2008年和2013年兩次贏得皮博迪獎。由於對角色沃特·懷特的出色演出，布萊恩·克蘭斯頓在2008年，2009年，2010年和2014年四次獲得艾美獎劇情類最佳男主角。克蘭斯頓在2009年贏得了美國電視評論協會劇情類型個人成就獎，以及在2008年，2009年和2010年獲得衛星獎電視劇劇情最佳男演員獎。 2013年，它被美國作家協會列為世上最佳寫作電視劇第13名。總的來說，該劇已經獲得110行業獎項，並被提名262次。
- 2008－ 艾美獎劇情類最佳男主角（英语：Primetime Emmy Award for Outstanding Lead Actor in a Drama Series）：布萊恩·科蘭斯頓
- 2009－ 艾美獎劇情類最佳男主角：布萊恩·科蘭斯頓
- 2010－ 艾美獎劇情類最佳男主角：布萊恩·科蘭斯頓
- 2010－ 艾美獎劇情類最佳男配角（英语：Primetime Emmy Award for Outstanding Supporting Actor in a Drama Series）：亞倫·保爾
- 2012－ 艾美獎劇情類最佳男配角：亞倫·保爾
- 2013－ 艾美獎劇情類最佳影集（英语：Primetime Emmy Award for Outstanding Drama Series）：絕命毒師
- 2013－ 艾美獎劇情類最佳女配角（英语：Primetime Emmy Award for Outstanding Supporting Actress in a Drama Series）：安娜·岡
- 2014－ 金球獎最佳劇情類電視影集：絕命毒師
- 2014－ 金球獎戲劇類電視劇集最佳男主角：布萊恩·科蘭斯頓
- 2014－ 艾美獎劇情類最佳影集：絕命毒師[39]。
- 2014－ 艾美獎劇情類最佳劇本：莫利亞‧瓦利‧貝克特（絕命毒師）[39]。
- 2014－ 艾美獎劇情類最佳男主角：布萊恩·科蘭斯頓[39]。
- 2014－ 艾美獎劇情類最佳男配角：亞倫·保爾[39]。
- 2014－ 艾美獎劇情類最佳女配角：安娜·岡[39]。

## 資料來源
1. ↑  Poniewozik, James. . TIME. 2010-06-21  [2013-11-05]. （原始内容存档于2018-10-12）.
2. ↑  Nevins, Bill. . Local IQ. 2013-03-27  [2013-05-31]. （原始内容存档于2013-04-03）.
3. ↑  . The Daily Beast. 2013-09-29  [2014-03-06]. （原始内容存档于2014-03-07）.
4. ↑  McFarland, Kevin. . The A.V. Club. 2013-08-06  [2013-08-31]. （原始内容存档于2013-10-29）.
5. ↑  Snierson, Dan. . Entertainment Weekly. 2012-07-13  [2013-08-31]. （原始内容存档于2014-07-03）.
6. ↑  Fienberg, Daniel. . HitFix. 2012-07-13  [2013-08-31]. （原始内容存档于2013-09-27）.
7. ↑  Bland, Archie. . The Independent. 2013-08-08  [2013-09-01]. （原始内容存档于2015-11-17）.
8. ↑  绝命毒师称雄第３９届科幻恐怖电影土星奖 的存檔，存档日期2013-10-04.，亚太日报，2013年6月28日
9. ↑  Goldman, Eric. . IGN TV. 2011-08-14  [2011-08-15]. （原始内容存档于2012-05-30）.
10. ↑  Rothman, Lily. . Time. 2013-09-23  [2017-05-11]. （原始内容存档于2014-01-24）.
11. 1 2  把《絕命毒師》讚譽為世上最佳電視劇之一的來源包括：
  - Moore, Frazier. . Associated Press. 2013-12-18  [2013-12-24]. （原始内容存档于2013-12-24）.
  - St. John, Allen. . Forbes. 2013-09-16  [2013-12-24]. （原始内容存档于2021-04-19）.
  - Bianculli, David. . NPR. 2013-12-23  [2013-12-24]. （原始内容存档于2021-04-14）.
  - . Yahoo TV. 2013-12-19  [2013-12-24]. （原始内容存档于2021-02-12）.
  - Hickey, Walter. . Business Insider. 2013-09-29  [2013-12-24]. （原始内容存档于2013-12-24）.
  - Lawson, Richard. . The Wire. 2012-07-13  [2013-12-24]. （原始内容存档于2013-12-24）.
  - Ryan, Maureen. . The Huffington Post. 2012-07-11  [2013-07-15]. （原始内容存档于2017-10-11）.
12. ↑  . Metacritic.   [2015-11-27]. （原始内容存档于2020-12-03）.
13. ↑  . Metacritic.   [2015-11-27]. （原始内容存档于2012-02-26）.
14. ↑  . Metacritic.   [2015-11-27]. （原始内容存档于2012-03-02）.
15. ↑  . Metacritic.   [2015-11-27]. （原始内容存档于2012-03-18）.
16. ↑  . Metacritic.   [2015-11-27]. （原始内容存档于2012-08-19）.
17. ↑  . panjury.com.   [2015-06-06]. （原始内容存档于2014-02-05）.
18. ↑  Fretts, Bruce; Roush, Matt. . TV Guide. 2013-12-23  [2015-10-17]. （原始内容存档于2016-09-06）.
19. ↑  Sheffield, Rob. . Rolling Stone. 2016-09-21  [2016-09-22]. （原始内容存档于2018-01-26）.
20. ↑  . Empire date=2016-11-04. （原始内容存档于2016-11-04）.
21. ↑  . The Guardian. 2019-09-16. （原始内容存档于2019-11-01） （英国英语）.
22. ↑  O'Connell, Michael. . Hollywood Reporter. 2013-09-30  [2015-07-16]. （原始内容存档于2021-04-20）.
23. ↑  Levin, Gary. . USA Today. 2008-03-11  [2013-11-19]. （原始内容存档于2017-05-03）.
24. ↑  Crupi, Anthony. . Adweek. 2013-09-30  [2015-06-15]. （原始内容存档于2019-09-25）.
25. ↑  Seidman, Robert. . TV by the Numbers. 2009-03-10  [2011-06-20]. （原始内容存档于2012-09-17）.
26. ↑  Levin, Gary. . USA Today. 2009-06-05  [2015-07-03]. （原始内容存档于2013-09-21）.
27. ↑  Hibberd, James. . Entertainment Weekly. 2012-07-16  [2015-06-16]. （原始内容存档于2021-04-23）.
28. ↑  Julia. . TV by the Numbers. 2010-04-07  [2010-11-10]. （原始内容存档于2010-11-26）.
29. ↑  Gorman, Bill. . TV by the Numbers. 2010-06-15  [2010-11-08]. （原始内容存档于2012-08-07）.
30. ↑  . The Futon Critic. 2011-01-24  [2015-06-15]. （原始内容存档于2013-01-04）.
31. ↑  Seidman, Robert. . TV by the Numbers. 2011-07-19  [2011-07-19]. （原始内容存档于2011-07-19）.
32. ↑  Gorman, Bill. . TV by the Numbers. 2011-10-11  [2011-10-11]. （原始内容存档于2012-07-01）.
33. ↑  . The Futon Critic. 2011-10-10  [2015-06-15]. （原始内容存档于2020-11-13）.
34. ↑  Kondolojy, Amanda. . TV by the Numbers. 2012-07-17  [2012-07-17]. （原始内容存档于2012-08-20）.
35. ↑  Bibel, Sara. . TV by the Numbers. 2012-09-05  [2012-09-05]. （原始内容存档于2012-09-08）.
36. ↑  . TV Series Finale. 2013-10-02  [2015-06-14]. （原始内容存档于2020-11-13）.
37. ↑  Bibel, Sara. . TV by the Numbers. 2013-08-13  [2013-08-13]. （原始内容存档于2016-06-10）.
38. ↑  Bibel, Sara. . TV by the Numbers. 2013-10-01  [2013-10-01]. （原始内容存档于2013-10-24）.
39. 1 2 3 4 5  第66屆艾美獎主要得獎名單 （页面存档备份，存于），中央社，2014年8月26日

## 外部連結
- Breaking Bad – 官方AMC頁面
- Breaking Bad – 官方索尼頁面
- 在Netflix上觀看《絕命毒師》
- 互联网电影数据库（IMDb）上《絕命毒師》的资料（英文）
- 爛番茄上《絕命毒師》的資料（英文）
- Metacritic上《絕命毒師》的資料（英文）
- Breaking Bad （页面存档备份，存于） at Emmys.com
- 中的“Breaking Bad”